# Friedrich Kiefer (Jurist)
Friedrich Kiefer (* 14. September 1879; † 11. Juli 1952) war ein deutscher Verwaltungsjurist.

## Werdegang
Kiefer wurde als Sohn eines Holzhändlers und Fuhrunternehmers geboren. Von 1897 bis 1901 studierte er Rechtswissenschaften in Tübingen, Leipzig und Berlin. 1905 legte er das große Staatsexamen ab. Er promovierte 1913 im Fach Rechtswissenschaft an der Universität Würzburg. 1925 übernahm er als Ministerialrat die Leitung der Rechtsabteilung im württembergischen Innenministerium. Vermutlich auf eine Absprache mit dem Koalitionspartner DDP hin wurde er 1931 von Staatspräsident Eugen Bolz zum Kanzleidirektor ernannt. Nach der Machtübernahme der Nationalsozialisten nahm ab 10. April 1933 der Oberregierungsrat Gustav Himmel seine Stelle ein.
Mit Wirkung vom 1. Januar 1942 bis 1944 war Kiefer Präsident der Stuttgarter Gebäudebrandversicherungsanstalt und im Rang den Regierungspräsidenten im Deutschen Reich gleichgestellt. Nach Ende des Zweiten Weltkriegs diente er ab Anfang 1947 als Ministerialdirektor im Innenministerium des Landes Württemberg-Baden. Seine Pensionierung erfolgte zum 31. Januar 1950.

## Ehrungen
- 1952: Verdienstkreuz (Steckkreuz) der Bundesrepublik Deutschland

## Werke
- Gehaltserfügungen zum Nachteil der Gläubiger - Leipzig: Hirschfeld, 1913
- Die deutsche Gemeindeordnung vom 30. Januar 1935 - Stuttgart: Kohlhammer, 1937